# Parma (Idaho)
Parma è un comune (city) degli Stati Uniti d'America della contea di Canyon nello Stato dell'Idaho. La popolazione era di 1,983 persone al censimento del 2010. Fa parte dell'area metropolitana di Boise City-Nampa.
Deve il suo nome alla città di Parma in Italia.

## Geografia fisica
Parma è situata a 43°47′10″N 116°56′34″W (43.786009, -116.942656).
Secondo lo United States Census Bureau, ha un'area totale di 1,11 miglia quadrate (2,87 km²).

## Società

### Evoluzione demografica
Secondo il censimento del 2010, c'erano 1,983 persone.

### Etnie e minoranze straniere
Secondo il censimento del 2010, la composizione etnica della città era formata dal 75,4% di bianchi, lo 0,4% di afroamericani, l'1,2% di nativi americani, lo 0,7% di asiatici, il 20,0% di altre etnie, e il 2,4% di due o più etnie. Ispanici o latinos di qualunque razza erano il 31,0% della popolazione.